# Milgrams lydnadsexperiment

Experimentledaren (E) (vilket var Milgram ibland) beordrar försökspersonen "läraren" (T) att ge vad han tror är en obehaglig elektrisk chock till eleven (L) (som är en skådespelare och invigd i försöket). Försökspersonen tror att för varje fel svar, utsätter han eleven för en elchock, men i verkligheten ges ingen stöt över huvud taget. Efter att ha blivit separerad från försökspersonen sätter eleven upp en bandspelare kopplad till elchocksgeneratorn, vilken spelar upp förinspelade elchocksljud för varje chocknivå.

Milgrams lydnadsexperiment eller Milgramexperimentet är en serie berömda socialpsykologiska experiment. Försöken avsåg att belysa och mäta försökspersoners benägenhet att lyda en auktoritet som instruerar försökspersonen att utföra handlingar som personen normalt inte skulle vilja utföra av samvetsskäl.
Försöket beskrevs första gången 1963 av Stanley Milgram, psykolog vid Yale University. 1974 publicerade han ytterligare en bok i ämnet, Obedience to Authority: An Experimental View.
Vid andra världskrigets slut överraskades många i västvärlden av hur till synes friska och socialt välanpassade människor kunde göra sig skyldiga till mord, tortyr och andra övergrepp mot civila under Förintelsen och liknande brott mot mänskligheten. Ett av Milgramexperimentets syften var att undersöka lydnad och auktoriteters inverkan på en försökspersons förmåga att skada en annan människa. Experimenten inleddes i juli 1961, tre månader efter att rättegången mot Adolf Eichmann inletts i Jerusalem. Experimentet utformades för att besvara frågan "Kan det vara så att Eichmann och hans miljoner medbrottslingar bara lydde order? Borde vi kalla dem alla medbrottslingar?"
Efteråt skulle Milgram sammanfatta erfarenheterna:
De lagliga och filosofiska aspekterna av lydnad är enormt viktiga, men säger väldigt lite om hur människor faktiskt beter sig i en viss konkret situation. Jag utformade ett enkelt experiment vid Yale för att testa hur mycket smärta en vanlig medborgare skulle vara villig att åsamka en annan människa om en vetenskapsman gav ordern. Ren auktoritet ställdes emot försökspersonens [deltagarens] yttersta moraliska övertygelser om att inte skada andra, och, med offrets skrik av smärta fortfarande ringande i försökspersonens [deltagarens] öron, vann auktoriteten för det mesta. Vuxna människors extrema villighet att med alla medel tillmötesgå en auktoritär persons befallning utgör studiens viktigaste resultat och är det faktum som mest pockar på förklaring.

## Metod
Försökspersoner rekryterades genom tidningsannonser och brev. Experimenten genomfördes i två intilliggande rum. Utsatt tid för experimenten var en timme, med betalning om 4 dollar oavsett om försökspersonen fullföljde experimentet eller inte. Samtliga deltagare var män, i åldern 20–50 år, med utbildningsbakgrund från sådana som inte fullföljt grundskola till sådana som innehade doktorsgrad.
En sträng och återhållen biologilärare spelade rollen som experimentledare, klädd i vit labb-rock. Offret spelades av en revisor med irländskt påbrå, speciellt tränad och förberedd för rollen.
Försökspersonen hade intrycket att han själv och offret var av samma status i försöket och att det inte var bestämt i förväg vilken av dem som skulle fylla vilken roll. När försöket inleddes berättade experimentledaren att de skulle testa effekten av straff på inlärning. Varsin papperslapp utdelades till offret och försökspersonen, och försökspersonen förleddes att tro att den ena lappen hade texten ”elev” och den andra ”lärare”, men i själva verket stod det ”lärare” på bägge – offret ljög och sade att det stod ”elev” på hans lapp. På så sätt undveks misstag i inledningen och den intet ont anande försökspersonen fick alltid rollen av lärare. I en variant av försöket anförtrodde offret inför försökspersonen innan försöket inleddes att han led av hjärtproblem.
Läraren, det vill säga försökspersonen, fick prova på en elektrisk chock om 45 volt, som prov på de chocker som eleven skulle utsättas för under försökets gång. Läraren fick sedan en lista med par av ord som han skulle lära eleven. Läraren läste först listan för eleven. Sedan läste han det första ordet i vardera par följt av fyra alternativ, av vilka eleven skulle välja ett genom att trycka på en knapp. Om svaret var fel utsatte läraren eleven för en elchock genom att trycka på en knapp. Styrkan i elchockerna ökades med varje felaktigt svar.
Försökspersonen trodde att varje felaktigt svar ledde till att eleven fick kraftiga elektriska stötar. I själva verket utdelades inga stötar alls. När eleven och läraren skiljts åt med en vägg, ordnade skådespelaren som spelade eleven en bandspelare med förinspelade ljud för de olika stötnivåerna. Allteftersom spänningen i stötarna ökades, klagade eleven alltmer högljutt, bankade i väggen och nämnde sina hjärtproblem, för att sedan tystna och inte ge ifrån sig några fler svar eller klagomål.
Vid det laget ville många försökspersoner avbryta experimentet och kontrollera hur eleven mådde. När elchockerna sades vara 135 volt starka avbröt sig några försökspersoner och ifrågasatte experimentets syfte. Flera av dem fortsatte ännu längre efter att ha försäkrats om att de inte skulle hållas ansvariga. Några försökspersoner började skratta nervöst eller visa andra tecken på extrem stress när elevens smärtrop blev allt starkare. Om försökspersonen sade sig vilja avbryta experimentet övertalades han att fortsätta med, i tur och ordning, följande argument:
1. Please continue (var snäll och fortsätt)
2. The experiment requires that you continue (experimentet kräver att du fortsätter)
3. It is absolutely essential that you continue (det är av yttersta vikt att du fortsätter)
4. You have no other choice, you must go on (du har inget val, du måste fortsätta)

Om försökspersonen trots detta ville avbryta efter alla fyra övertalningsargumenten avbröts experimentet. Annars avbröts det när försökspersonen utdelat den maximala chocken, 450 volt, tre gånger i följd.

## Resultat
I en undersökning innan experimenten genomfördes, svarade psykologistudenter vid Yale genomgående att en mycket liten andel sadister - omkring 1,2 % - skulle vara beredda att utdela den maximala elchocken. Även Milgrams kollegor var övertygade om att mycket få försökspersoner skulle vara villiga att gå längre än till en stark stöt.
I den första försöksserien utdelade 65 % av deltagarna (26 av 40) experimentets maximala stöt, 450 volt, även om många var mycket illa till mods och visade tydliga stressymptom. Samtliga avbröt försöket vid något tillfälle och ifrågasatte experimentet. Vissa lovade att inte ta emot betalningen för sin medverkan. Samtliga deltagare fortsatte utdelningen av stötar åtminstone förbi 300-voltsnivån. Senare upprepningar av försöket eller varianter av det, av Milgram och av kollegor världen runt, har givit liknande resultat.
I en separat iakttagelse anmärkte Philip Zimbardo (mannen bakom the Stanford prison experiment), efter att ha undersökt saken i Milgrams anteckningar och efter att ha intervjuat denne, att inte en enda av de försökspersoner som vägrat utdela den slutliga maximala stöten insisterat på att försöket i sig skulle avbrytas, ingen av dem hade heller lämnat rummet utan tillåtelse för att kontrollera hur eleven mådde.
Milgram färdigställde en dokumentärfilm om försöket och resultaten, Obedience (lydnad). Han gjorde också ytterligare fem filmer om andra ämnen inom socialpsykologi, vissa med näraliggande ämnen.

## Resultat och debatt
Den extrema känslostress experimentet framkallade hos de deltagande väckte frågor om etik inom vetenskapliga experiment. I efterhand skulle 84 % av de tidigare deltagare som tillfrågats ha uttryckt att de var glada eller mycket glada över att ha deltagit, medan 15 % valde ett neutralt alternativ (92 % av de tidigare deltagarna svarade på enkäten). Flera skrev och tackade, och Milgram fick många gånger av tidigare deltagare erbjudanden om hjälp och ansökningar om att sluta sig till hans stab.
Försökspersonerna fick ingen riktig information efter försöket, och intervjuer i efterhand tyder på att många fortfarande inte förstått försökets innebörd när de lämnat det.
Kritik mot försökets formulering - att se om "vanliga amerikaner" kunde fås att utföra samma grymheter som många tyskar gjort under nazi-regimen - fanns också, och en av de tidiga funktionärerna lämnade gruppen.